# À l'ouest d'octobre (recueil)
À l'ouest d'octobre (titre original : The Toynbee Convector) est un recueil de nouvelles de l'auteur américain Ray Bradbury publié pour la première fois aux États-Unis en 1988. Il paraît en France en 1990 aux éditions Denoël dans la collection Présence du futur. 

## Éditions françaises
- Denoël, coll. Présence du futur no 500 ; publications en 1990, 1994 et 1999[1].

## Résumé des nouvelles

### À l'ouest d'octobre
- Titre original : West of October
- Édition antérieure : Texte inédit
- Place dans le recueil : p. 9 à 29
- Résumé : Cette nouvelle, relevant du genre fantastique, met en scène des membres d'une famille (« la Famille ») aux pouvoirs étranges.

### Le Convecteur Toynbee
- Titre original : The Toynbee Convector
- Édition antérieure : Première publication dans Playboy, 1984.
- Place dans le recueil : p. 31 à 46
- Inspirations de l'auteur : Le Toynbee du titre original en anglais fait explicitement référence à Arnold Joseph Toynbee, historien ayant émis l'hypothèse que les civilisations ne peuvent s'épanouir qu'en réponse à un défi. On suppose que cette nouvelle a inspiré le créateur anonyme des « dalles Toynbee » (voir (en) Toynbee tiles), trouvées dans les rues de plusieurs grandes villes.
- Résumé :
  - Craig Bennett-Stiles affirme avoir inventé une machine à voyager dans le temps avec laquelle il a voyagé dans le futur. Il déclare en avoir ramené des films et des enregistrements qui montrent que l'humanité a su développer une civilisation avancée avec des inventions tout aussi utiles que merveilleuses, tout en colonisant le système solaire. Cependant, il prétend aussi avoir détruit sa machine pour empêcher que des malveillants ou des fous ne puissent l'utiliser. Les gens sont d'abord sceptiques et incapables d'expliquer ou de mettre en doute l'authenticité des enregistrements rapportés du futur. Inspirés par la vision de ce futur utopique, beaucoup démarrent des projets pour le réaliser : ils se mettent à inventer les machines que le voyageur du futur prétend avoir vues.
  - Cent ans après, alors que Stiles est âgé de 130 ans, on prépare activement les festivités chargées d’accueillir le Stiles qui doit se matérialiser. La nouvelle débute par les réflexions d'un journaliste, Roger Shumway, qui rend visite à Stiles, sur l'invitation de ce dernier. Les deux hommes conversent, puis au moment même où devrait surgir le « Stiles du passé », rien ne se produit : Stiles ne surgit pas du passé. Le « Stiles du présent » révèle alors à Roger Shumway qu'il y a un siècle, il avait menti. S'inspirant des idées de Toynbee, dans la mesure où il était persuadé que l'espoir de l'humanité était depuis toujours de créer un monde utopique, il avait réalisé une vidéo d'un tel monde, pour offrir un but aux aspirations de l'humanité. Grâce à son immense mensonge puis grâce aux actions des hommes pendant les décennies suivantes, l'utopie imaginée a pu devenir réalité. Son mensonge était en quelque sorte une « prophétie auto-réalisatrice ». Il indique aussi au journaliste qu'il va de nouveau voyager dans le temps : lui montrant son engin à voyager dans le temps, il s'y installe et met le contact. L'engin étant directement (et volontairement) relié à l'électricité, il meurt immédiatement. Par son suicide, il a rejoint le passé, le futur, l'immortalité.
- Voir aussi : Liste d'œuvres impliquant le voyage dans le temps.

### La Trappe
- Titre original : Trapdoor
- Place dans le recueil : p. 47 à 62
- Édition antérieure : Première publication dans Omni, 1985.
- Résumé : Cette nouvelle, relevant du genre fantastique, met en scène une maison qui dévore ses occupants successifs par l'intermédiaire d'une trappe accédant au grenier ; cette trappe fait en quelque sorte office de bouche maléfique. Un dératiseur que Clara Peck a appelé pour inspecter la Trappe est happé par celle-ci et disparaît corps et âme ; puis Clara en est aussi la victime innocente. On apprend dans le dernier paragraphe que la Trappe n'inspire de la terreur aux locataires de la maison qu'une fois que ces derniers y ont vécu dix ans.
- Remarque :  Cette nouvelle peut être rapprochée de la nouvelle La Bête de l'escalier, p. 305 du même recueil.

### Le Voyageur de l'Orient-Express
- Titre original : On the Orient, North
- Édition antérieure : Texte inédit
- Place dans le recueil : p. 63 à 81
- Résumé : Cette nouvelle, relevant du genre fantastique, évoque un fantôme dans le train de l'Orient-Express. Il se dissout au fur et à mesure que les heures passent ; il reçoit une aide désespérée d'une vieille infirmière, Minerva Halliday. Celle-ci meurt à la fin de la nouvelle. Les deux fantômes décident de se rendre ensemble en Écosse pour hanter un manoir.

### Une nuit dans la vie
- Titre original : One Night in your Life
- Édition antérieure : Texte inédit
- Place dans le recueil : p. 83 à 94
- Résumé : Cette nouvelle, relevant du genre fantastique et onirique, évoque un homme qui rencontre, le temps d'une nuit en Iowa, « l'Esprit d'une colline », sous la forme d'une jeune femme blonde, mystérieuse et mutique. Après cette nuit emplie de rêve et de mysticisme, il reprend son chemin vers New York, tout en sachant qu'il ne retrouverait plus jamais la magie de cette nuit-là.

### Le Dernier cirque
- Titre original : The Last Circus
- Édition antérieure : Première publication sous forme d'opuscule par Lord John Press, 1980.
- Place dans le recueil : p. 95 à 104
- Résumé : La nouvelle relate la journée d'un jeune homme qui contemple une prairie vierge et nue remplie d'herbe. Puis un cirque arrive. Plus tard, la représentation a lieu sous le chapiteau ; tout le monde est heureux et s'amuse beaucoup. Le lendemain le cirque s'en est allé, laissant la prairie dans son état antérieur. Et si l'être humain, qui construit des villes et des civilisations, était comme ce cirque éphémère : la Terre existait avant lui, et existera après sa disparition…

### L'Histoire d'amour de Laurel et Hardy
- Titre original : The Laurel and Hardy Love Affair
- Édition antérieure : Première publication dans Playboy, 1987.
- Place dans le recueil : p. 105 à 117
- Résumé : La nouvelle raconte la liaison entre une femme mince et un homme grassouillet ; leur comparaison leur fait penser au couple de Laurel et Hardy, si bien qu'ils s'appellent l'un l'autre « Stanley » et « Ollie ». Ils vivent une merveilleuse histoire d'amour, mais finissent par se séparer. Ils n'oublieront jamais cette relation si spéciale, et un jour, 15 ans après la séparation, auront l'occasion de se croiser dans la rue sans se dire un mot mais sans rien avoir oublié.

### Tu te demandes sans doute ce qu'on fait ici?
- Titre original : I Suppose you are Wondering Why we are Here ?
- Édition antérieure : Première publication dans Omni, 1984.
- Place dans le recueil : p. 119 à 135
- Résumé : Un homme va dîner avec ses parents Georges et Alice qui sont morts, et qui sortent de leur tombe du cimetière pour le rencontrer. Il a une question qui le taraude : pourquoi ne s'est-il jamais senti en accord avec ses parents ? pourquoi ceux-ci furent-ils si distants à son égard ? Il apprend à sa grande surprise que ses parents ont toujours pensé de lui qu'il était « un emmerdeur » !

### Adieu, Lafayette
- Titre original : Lafayette, Farewell
- Édition antérieure : Texte inédit
- Place dans le recueil : p. 137 à 150
- Résumé : Bill Westerleigh, né en 1900, aviateur sur le front français en 1918, se souvient de sa carrière militaire durant la Première Guerre mondiale, quand il faisait partie de l'escadrille Lafayette en France et qu'il combattait Von Richtoffen. Il a des hallucinations et croit voir des fantômes des aviateurs qu'il a tués. À la fin de la nouvelle, il devient fou, s'affaiblit et meurt.

### Banshee
- Titre original : Banshee
- Édition antérieure : Première publication dans Gallery, 1984.
- Place dans le recueil : p. 151 à 170
- Résumé : En Irlande, une « Banshee » (Dame blanche errante) apparaît et veut emmener avec elle John, le meilleur ami du narrateur, Doug.

### J'ai fait un vœu
- Titre original : Promises, Promises
- Édition antérieure : Texte inédit
- Place dans le recueil : p. 171 à 184
- Résumé : Tom vient annoncer à sa maîtresse, Laura, qu'à la suite d'un accident subi par sa jeune fille Beth, qu'il aime tendrement, il a fait le vœu à Dieu que si elle s'en sortait vivante, il romprait sa liaison adultère. Il vient annoncer son vœu à Laura et la prévenir qu'il la quitte. Laura, furieuse, le traite d'imbécile et de lâche, mais souffre de réaliser qu'il aime plus sa fille qu'elle-même.

### L'Âme sœur
- Titre original : The Love Affair (« L'histoire d'amour »)
- Édition antérieure : Première publication sous forme d'opuscule par Lord John Press, 1982.
- Place dans le recueil : p. 185 à 198
- Résumé : Sio est l'un des rares martiens encore vivants. En effet, après la colonisation de Mars par les humains, les martiens sont pour la plupart morts des suites des maladies importées par les nouveaux immigrants. Le problème de Sio est qu'il est tombé amoureux de Janice, une humaine. Celle-ci se retrouve esseulée sur Mars, loin de la plus proche colonie terrienne, alors que les moyens de communications ne fonctionnent pas. Sio se décide à entrer en contact avec elle, en espérant qu'elle ne le contaminera pas, tout en acceptant une éventuelle mort.

### Un coup pour sa Seigneurie, et un coup pour la route!
- Titre original : One for His Lordship, and One for the Road !
- Édition antérieure : Première publication dans Playboy, 1985.
- Place dans le recueil : p. 199 à 212
- Résumé : En Irlande, Lord Kilgotten, le seigneur local, vient de mourir à l'âge de 88 ans. Il était propriétaire d'une immense collection de bouteilles de vin, et les gens du village se demandent si, dans ses dernières volontés, il a légué quelques crus à certains d'entre eux. Le notaire révèle les dernières volontés du défunt : toute sa collection de bouteilles de vin sera ouverte et l’intégralité du vin devra être versé sur sa tombe ! Les gens du village sont désolés de savoir que tout ce bon vin va être dilapidé pour rien. Le père Kelly, néanmoins, a une idée : si les indications du noble sont claires et si l'on ne peut pas y déroger, il n'a pas précisé dans quelle forme ce vin devait être versé. Il expose son idée au notaire, qui accepte la solution du prêtre : le vin sera intégralement bu par les hommes du village, qui ensuite iront uriner sur la tombe de Lord Kilgotten, tout en le remerciant de sa générosité. Sa volonté sera ainsi respectée… Le père Kelly propose au notaire de se joindre à eux ; le notaire accepte !

### À minuit, au mois de juin
- Titre original : At Midnight, in the Month of June
- Première publication dans Ellery Queen's Mystery Magazine, 1954.
- Place dans le recueil : p. 213 à 226
- Résumé : Il est très difficile de faire le résumé de cette nouvelle, assez mystérieuse et ésotérique, dans laquelle il est question d'une femme nommée Lavinia et d'un homme appelé Tom Dillon.

### Bénissez-moi, mon père, parce que j'ai péché
- Titre original : Bless me, Father, for I Have Sinned
- Édition antérieure : Texte inédit
- Place dans le recueil : p. 227 à 234
- Résumé : La veille de Noël, le Père Mellon, sujet à des angoisses personnelles, se rend en pleine nuit à l'église, où un homme mystérieux vient le voir pour se confesser. À la fin de la confession, le prêtre constate que le confessionnal est vide : aurait-il été victime d'une hallucination et de schizophrénie ? Est-ce sa propre confession qu'il a entendue ou cru entendre, croyant qu'elle provenait de l'homme mystérieux ?

### Exécution!
- Titre original : By the Numbers !
- Édition antérieure : Texte inédit
- Place dans le recueil : p. 235 à 246
- Résumé : En 1952, un homme maltraite un enfant, lui donnant une éducation militaire stricte. Sid est le témoin impuissant de ces sévices psychologiques mais ne peut rien faire pour aider l'enfant. Trente ans après, Sid croise l'enfant (devenu adulte) dans un train. Celui-ci lui annonce alors que son père, l'année d'après, était tombé dans la piscine alors qu'il lui avait donné l'ordre de ne pas bouger, sous aucun prétexte. L'enfant qu'il était jadis avait obéi à la lettre à cet ordre, laissant ainsi son père se noyer !

### Un soupçon de mauvaise humeur
- Titre original : A Touch of Petulance
- Première publication dans l'anthologie Dark Forces, Viking Press, 1980.
- Place dans le recueil : p. 247 à 261
- Résumé : Jonathan Hughes, né en 1945, s'est marié en 1973 avec Alice. En 1974, il rencontre son autre lui-même venu du futur, venu le prévenir qu'un jour, en 1999, il tuerait son épouse, qui au fil des années deviendra de plus en plus acariâtre. L'homme a une longue discussion avec Jonathan, et lui donne des conseils pour éviter que cela n'arrive. Au moment de le quitter et de disparaître on ne sait où, il lui remet aussi un petit revolver.
- Remarque : Le moyen par lequel le double est venu rencontrer le héros n'est pas expliqué dans la nouvelle, qui relève plus du genre fantastique que de la science-fiction.

### Le Partage
- Titre original : Long Division
- Édition antérieure : Texte inédit
- Place dans le recueil : p. 263 à 269
- Résumé : Un couple en pleine séparation se partage avec hargne et mauvaise foi les nombreux livres de la bibliothèque commune : qui prendra les livres de Sigmund Freud, de Karen Horney, de Willa Cather, de John Collier, de John Updike, etc., etc ? Puis vient la question des deux chats, Maude et Maudlin. Dans le dernier paragraphe de la nouvelle, le lecteur apprend qu'il reste au couple un dernier sujet à évoquer, concernant aussi, en quelque sorte, un « partage » : comment va s'organiser la garde des enfants ?

### Venez, et amenez Constance!
- Titre original : Come, and Bring Constance !
- Édition antérieure : Texte inédit
- Place dans le recueil : p. 271 à 283
- Résumé : Bill reçoit une invitation du Dr Junoff, son psychiatre, lui proposant de venir à une série de conférences. L'invitation se termine par ces mots : « Si vous venez, amenez Constance ». Son épouse Annette, en lisant le courrier, lui demande qui est cette Constance. De bonne foi, Bill répond qu'il ne connaît aucune Constance et qu'il n'en a jamais connu aucune. Ses dénégations ne convainquent pas Annette, qui craint que son mari ait une liaison extra-conjugale. Bill appelle alors au téléphone le Dr Junoff et lui explique les conséquences qu'a eues le petit post-scriptum. Le médecin lui répond qu'il va essayer d'arranger les choses. Quelques heures après, une belle et grande femme débarque au domicile de Bill et Annette, déclarant s'appeler Constance et reprochant à Annette de ce que son mari est amoureux d'elle, et non pas d'elle, Constance. S'ensuit un monologue de Constance sur le fait qu'elle ne veut plus le revoir, et que s'il est si amoureux d'Annette, qu'il reste donc avec elle ! Une fois Constance partie, Annette déclare à Bill qu'elle l'aime énormément. Bill appelle de nouveau le Dr Junoff au téléphone pour le remercier de son action, et lui demander comment l'actrice qu'il a engagée avait pu apprendre par cœur son texte si rapidement, sans se tromper et sur un mode si convaincant. Junoff rétorque qu'il ne comprend pas la question de Bill, qu'il n'a envoyé personne, et que s'il vient à ses conférences, surtout qu'il n'oublie pas de venir avec Constance !

### Junior
- Titre original : Junior
- Édition antérieure : Texte inédit
- Place dans le recueil : p. 285 à 294
- Résumé : Le jour de son anniversaire de ses 82 ans, Albert Beam constate que son pénis, que jadis il appelait « Albert Junior » ou « Junior » et qui était resté sans vigueur depuis plusieurs années, vient soudainement de retrouver une puissance inattendue. Il appelle ses anciennes amantes (Cora, Elizabeth, Emily) pour qu'elles viennent constater l'événement. Celles-ci viennent le voir et sont charmés de revoir Junior aussi vif !

### La Pierre tombale
- Titre original : The Tombstone
- Édition antérieure : Première publication dans Weird Tales, 1945.
- Place dans le recueil : p. 295 à 304
- Résumé : Le tailleur de pierre Whetmore a quitté un hôtel en laissant une pierre tombale dans une chambre. Walter et Leota, qui souhaitent se loger, se retrouvent donc à devoir occuper la chambre contenant la pierre tombale, à la grande colère de Leota qui, plutôt superstitieuse, a peur d'être la cible du fantôme de défunt concerné par la pierre tombale… Alors que la nuit commence, Leota entend diverses voix mystérieuses, des cris, des hurlements étouffés, et craint pour sa vie. Heureusement, quelques heures après, vers 23 h, Whetmore vient récupérer sa pierre tombale. Théoriquement, tout devrait être résolu désormais… Néanmoins Walter et Léota apprennent que la pierre est destinée à un homme mort moins d'une heure auparavant, et que cet homme est mort, dans le même hôtel à l'étage inférieur : et si tous les bruits étranges et effrayants étaient provenus de cette chambre si proche ?

### La Bête de l'escalier
- Titre original : The Thing at the Top of the Stairs
- Édition antérieure : Texte inédit
- Place dans le recueil : p. 305 à 313
- Résumé : À Green Town, alors qu'il attend son train qui n'arrivera que dans quatre heures, Emil Cramer se résout à retourner voir la maison de son enfance. Jadis, il était effrayé par un monstre né de son imagination, « la Bête en haut de l'escalier ». Il arrive devant la maison, qui porte un écriteau « À vendre ». Une porte latérale n'étant pas fermée, il pénètre dans la maison et la visite. Il arrive en bas de l’escalier : en haut des marches se tenait jadis la Bête, qui l'a terrorisé pendant son enfance. Il se décide à monter les marches. Au fur et à mesure qu'il les monte, il sent la peur archaïque de son enfance revenir en lui ; néanmoins arrivé à la 9e marche, il se met à rire : quel idiot avait-il été, cette Bête n'avait jamais existé ! Mais arrivé à la seizième marche, il ressent un froid l'envahir, puis une terreur sans nom : la monstrueuse Bête est là, tout contre lui ; elle l'a attendue en vain pendant des décennies, mais maintenant qu'il est revenu, elle ne va pas le laisser s'échapper…
- Remarque :  Cette nouvelle peut être rapprochée de la nouvelle La Trappe, p. 47 du même recueil.

### L'Authentique momie égyptienne faite maison du Colonel Stonesteel
- Titre original : Colonel Stonesteel's Genuine Home-made Truly Egyptian Mummy
- Première publication dans Omni, 1981.
- Place dans le recueil : p. 315 à 334
- Résumé : Pour s'amuser un peu, le colonel Stonesteel a confectionné de ses propres mains une fausse momie. Puis il la dépose dans un champ, créant de ce fait un gentil canular. Les gens de la petite ville alertent les autorités. Le colonel décide de mettre dans la confidence le jeune Charlie, 12 ans, afin qu'il l'aide à récupérer la momie entreposée dans un local municipal. La « disparition de la momie » a lieu, occasionnant encore plus de commérages et alimentant les superstitions dans la localité.